# VIII Международный кинофестиваль «Зеркало» имени Андрея Тарковского
VIII Международный кинофестиваль имени Андрея Тарковского «Зеркало» прошёл в Ивановской области с 10 по 15 июня 2014 года.

## Жюри
- Хуан Цзи, режиссёр (Китай)
- Изабел Рут, актриса (Португалия)
- Ситора Алиева, программный директор фестиваля «Кинотавр» (Россия)
- Хайди Джо Маркел, актриса, продюсер (США)
- Мира Форнай, режиссёр (Словакия)

## Программы показов
- Зеркало «Артдокфеста»
- Свои
- Коротко и ясно
- Вечерняя эйфория
- Личное пространство
- Другая любовь
- Между анимацией и видеоартом
- Тарковский. Контекст
- ВидеоАрт
- Поэтическая программа
- Специальный показ

## Номинанты
- Гран-при фестиваля — Племя / режиссёр Мирослав Слабошпицкий (Украина)[1][2].
- Братья Ч / режиссёр Михаил Угаров (Россия)
- Я не вернусь / режиссёр Ильмар Рааг (Россия — Эстония — Финляндия — Беларусь — Казахстан)
- Карнавал / режиссёр Джан Кылджыоглу (Турция)
- Убить человека / режиссёр Алехандро Фернандес Альмендрас (Чили — Франция)
- Белая Тень / режиссёр Ноаз Деше (Италия — Германия — Танзания)
- Сентябрь / режиссёр Пенни Панайотопулу (Германия — Греция)
- Моё слепое сердце / режиссёр Петер Бруннер (Австрия)
- Виктория / режиссёр Майя Виткова (Болгария — Румыния)